# ウッドヘイブン・ブールバード駅 (INDクイーンズ・ブールバード線)
ウッドヘイブン・ブールバード駅（以前はウッドヘイブン・ブールバード-スラテリー・プラザ駅）はクイーンズ区エルムハーストのウッドヘイブン・ブールバードとクイーンズ・ブールバード交差点に位置するニューヨーク市地下鉄INDクイーンズ・ブールバード線の駅である。E系統が深夜のみ、M系統が平日23時迄、R系統が深夜を除く終日停車する。

## 歴史
クイーンズ・ブールバード線は市営のインディペンデント・サブウェイ・システム（IND）で最初に建設された路線の一つ で、マンハッタンのIND8番街線 とクイーンズ区ジャマイカのジャマイカ-179丁目駅を結んでいる。クイーンズ・ブールバード線は公共事業局から2,500万ドルの融資と債務保証を受けて建設された。
1936年12月31日にINDクイーンズ・ブールバード線は8駅5.6km（3.5マイル）に渡って延伸されて終端駅がジャクソン・ハイツ-ルーズベルト・アベニュー駅からユニオン・ターンパイク駅に移り、駅はその途中駅として開業した。
駅は開業時はウッドヘイブン・ブールバード-スラテリー・プラザ駅だった。1950年代にこのプラザは廃止されてしまった。
クイーンズ・センター・モールが1973年に開業したが、1980年代まで駅名にはならなかった。また、1981年にMTAは当駅を最も老朽化した69駅に挙げた。1993年から3年間かけて改装がされた。改装後に開業時の駅名標が復元された。

## 駅構造
| G          | 地上階                       | 出入口 |
| M          | 改札階                       | 改札口、駅員詰所、メトロカード自動券売機 |
| P ホーム階 | 相対式ホーム、右側ドアが開く | 相対式ホーム、右側ドアが開く |
| P ホーム階 | 南行緩行線                   | ← 深夜帯：ワールド・トレード・センター駅行き（グランド・アベニュー-ニュータウン駅） ← 平日23時まで：ミドル・ヴィレッジ-メトロポリタン・アベニュー駅行き（グランド・アベニュー-ニュータウン駅） ← ベイ・リッジ-95丁目駅行き（グランド・アベニュー-ニュータウン駅） |
| P ホーム階 | 南行急行線                   | ← 深夜帯以外：通過 ← 通過 |
| P ホーム階 | 北行急行線                   | → 深夜帯以外：通過 → → 通過 → |
| P ホーム階 | 北行緩行線                   | → 深夜帯：ジャマイカ・センター駅行き（63番ドライブ-レゴ・パーク駅）→ フォレスト・ヒルズ-71番街駅行き（63番ドライブ-レゴ・パーク駅）→ |
| P ホーム階 | 相対式ホーム、右側ドアが開く | |

駅は各駅停車駅で、ベルマウスの規定で建設され、急行停車駅に容易に改良が可能となっている。この駅の両端を詳細に観察すると、トンネル壁が外側に広がり、両側の相対式ホームが島式ホームに置き換えられるようになり、緩行線が相対式ホームの場所を取っていることがわかる。駅は主要なシステム拡張に対応しており、ルーズベルト・アベニュー・ターミナル駅と旧LIRRロッカウェイ線からの線路が追加される。 駅の改装要請は、駅へのバス交通量の増加とルーズベルト・アベニュー駅の急行停車時の混雑により、駅が開かれた直後に地域住民からも依頼された。
駅の壁には開業当初の駅名標がある。タイルは薄い青縁となっており、IND様式で"WOODHAVEN BLVD. SLATTERY PLAZA"と書かれた駅名標がある。

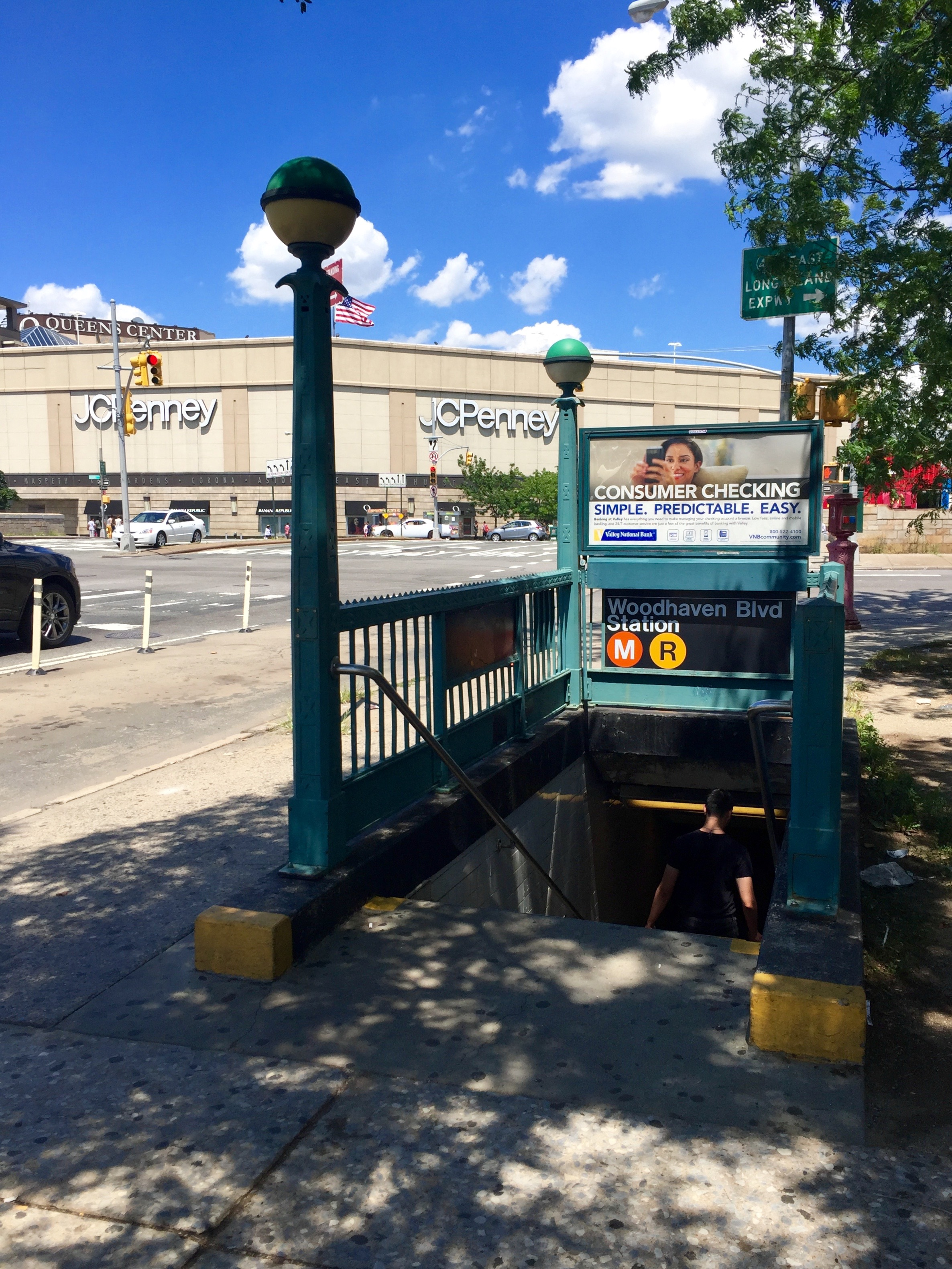
出口

駅には1996年にPablo Taulerによって作られたIn Memory of The Lost Battalionがメザニンに飾られている。

### 出口
西端に終日営業の改札があり、59丁目とクイーンズ・ブールバード交差点の北東、ウッドヘイブン・ブールバードとクイーンズ・ブールバード交差点の南東、南西に出る階段が1つずつある。
このほか、無人の改札があり、92丁目とクイーンズ・ブールバード交差点の北側に階段が2つ接続している。この階段はロング・アイランド高速道路が建設された際に場所が現在の位置になった。

## バス

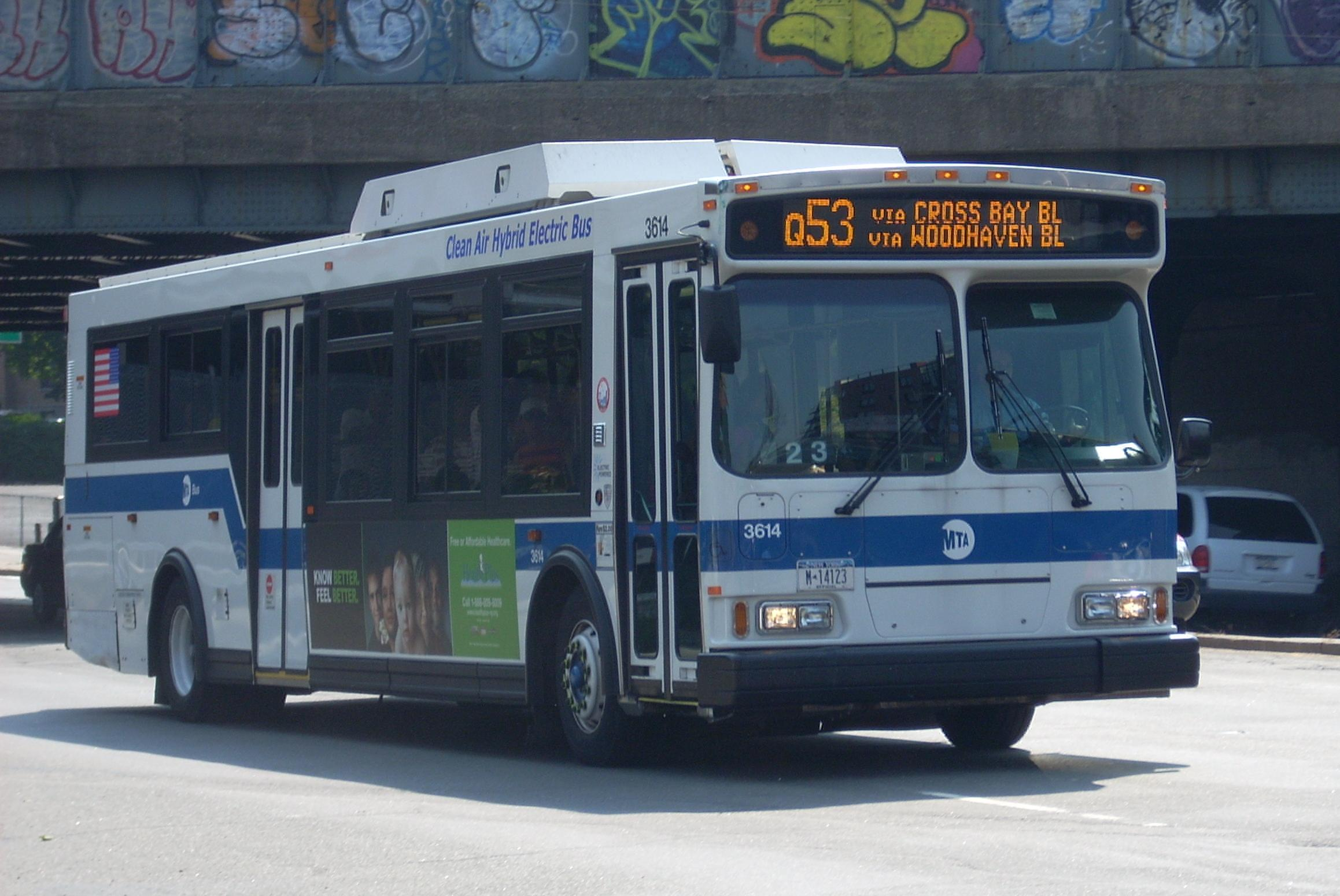
Q53バス

| 系統       | 停車場所                                                       | 北または西の終点                                 | 南または東の終点                                             | 経由地 | 備考                                                |          |
| 各停バス   | 各停バス                                                       | 各停バス                                         | 各停バス                                                     | 各停バス | 各停バス                                            | 各停バス |
| ---------- | -------------------------------------------------------------- | ------------------------------------------------ | ------------------------------------------------------------ | --- | --------------------------------------------------- | -------- |
| Q11        | クイーンズ・ブールバード（北行）、ホッフマン・ドライブ（南行） | ウッドヘイブン・ブールバード                     | オールド・ハワード・ビーチまたはハミルトン・ビーチ           | ウッドヘイブン・ブールバード、クロス・ベイ・ブールバード                                                                                              |                                                     |          |
| Q21        | クイーンズ・ブールバード（北行）、ホッフマン・ドライブ（南行） | ウッドヘイブン・ブールバード                     | ハワード・ビーチ                                             | ウッドヘイブン・ブールバード、クロス・ベイ・ブールバード、155番街、157番街                                                                            |                                                     |          |
| Q29        | クイーンズ・ブールバード（北行）、ホッフマン・ドライブ（南行） | ジャクソン・ハイツ (82丁目-ジャクソン・ハイツ駅) | グレンデール (81丁目-マートル・アベニュー)                   | 一部北行は終点 |                                                     |          |
| Q38        | 59番街、ホッフマン・ドライブ                                   | コロナ (60番街-オーティス・アベニュー)           | レゴ・パーク (62番ドライブ-108丁目)                          | エリオット・アベニュー、メトロポリタン・アベニュー、ペネロープ・アベニュー・63番ドライブ                                                              | ミドル・ヴィレッジ-メトロポリタン・アベニュー駅経由 |          |
| Q52        | クイーンズ・ブールバード(北行)、ホッフマン・ドライブ(南行)     | ウッドヘイブン・ブールバード                     | アーバイン                                                   | Q53のみ: ブロードウェイ-クイーンズ・ブールバード 全系統: ウッドヘイブン・ブールバード、クロス・ベイ・ブールバード、ロッカウェイ・ビーチ・ブールバード | セレクト・バス・サービス                            |          |
| Q53        | ウッドサイド (61丁目-ウッドサイド駅)                           | ウッドヘイブン・ブールバード                     | ロッカウェイ・パーク（ロッカウェイ・パーク-ビーチ116丁目駅） | Q53のみ: ブロードウェイ-クイーンズ・ブールバード 全系統: ウッドヘイブン・ブールバード、クロス・ベイ・ブールバード、ロッカウェイ・ビーチ・ブールバード | セレクト・バス・サービス                            |          |
| Q59        | クイーンズ・ブールバード                                       | ウィリアムズバーグ（ブルックリン区）             | レゴ・パーク（63番ドライブ-レゴ・パーク駅）                  | グランド・ストリート-グラント・アベニュー、クイーンズ・ブールバード                                                                                   |                                                     |          |
| Q60        | クイーンズ・ブールバード                                       | イースト・ミッドタウン（マンハッタン区）         | サウス・ジャマイカ                                           | クイーンズボロ橋、クイーンズ・ブールバード、サットフィン・ブールバード                                                                                |                                                     |          |
| Q88        | 92丁目-59番街                                                  | 92丁目                                           | クイーンズ・ヴィレッジ（クイーンズ・ヴィレッジ駅）           | ホレース・ハーディング高速道路、188丁目、73番街、スプリングフィールド・ブールバード                                                                   |                                                     |          |
| 急行ルート |                                                                |                                                  |                                                              | |                                                     |          |
| QM10       | ウッドヘイブン・ブールバード                                   | ミッドタウン                                     | レゴ・パーク/エルムハースト・ループ（降車専用）              | 3番街または6番街 |                                                     |          |
| QM11       | ウッドヘイブン・ブールバード                                   | ダウンタウン・マンハッタン                       | レゴ・パーク/エルムハースト・ループ（降車専用）              | ダウンタウン循環 |                                                     |          |